# 海へ (漫画)
「海へ」（うみへ）は、漫画家・つげ義春が1987年3月、雑誌COMICばく（日本文芸社発行）に発表した短編漫画作品。つげの生まれ故郷・伊豆大島への望郷の念が、海への憧れに転じ、日々募る海への思いから、終には密航に走った思春期の自伝的作品。

## 作品概要

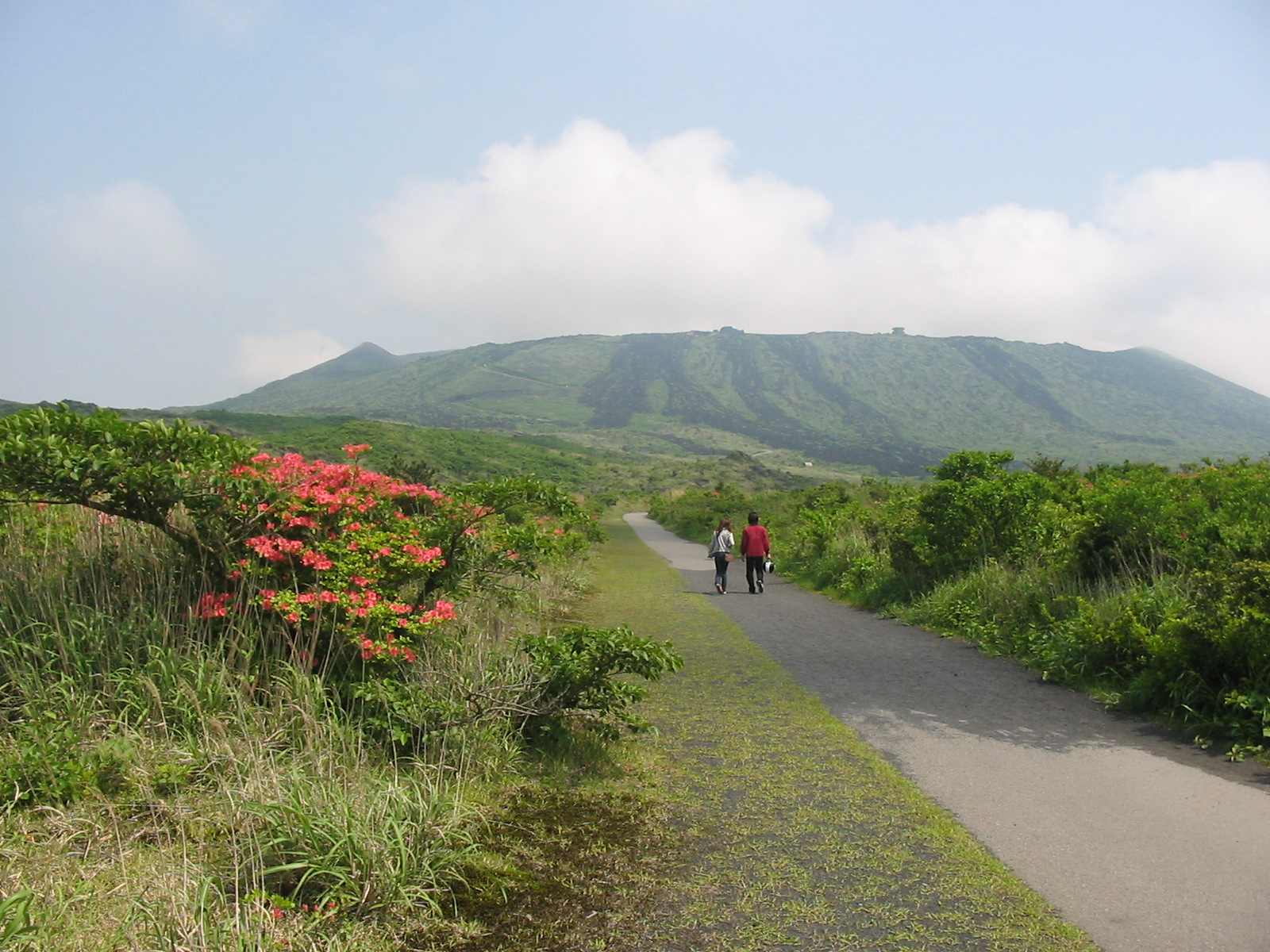
主人公少年（13歳）が、0歳～4歳まで過ごした出身地、伊豆大島

- 4歳の時に父親を失くし、再婚した母親と義父の喧嘩が絶えない日常生活に鬱屈した主人公少年（13歳）が、0歳～4歳まで過ごした出身地、伊豆大島（大島町）に帰りたい望郷の思いから、横浜港桟橋で密航を企てる。外国航路の船にもぐりこめば当分日本に帰れず、その間に一生懸命働けば船員に雇ってくれると考えたのだった。しかし、乗船後すぐに船員に見つかり、出航前に下船させられ、あえなく密航に失敗する。

- 密航に失敗した主人公少年は、下船後の帰り路、横浜桜木町交番前で職務質問を受け、補導される。家出少年として保護された警察署で、密航の動機を「大島に行きたくて」と答える。大島に何かあるのか？誰か知り合いでもいるのか？と担当刑事に問われ「小さい時に住んでいたから」と答え、「大島には、ぼくが4歳の時に死んだ父が、まだ元気でいるような、なんとなくいつもそんな気がしていた」と大島を回想するシーンがある。

- 警察署での回想シーンで、伊豆大島の三原山、あんこ娘、椿、大島節等を背景に、板前職人の父・一郎とあんこ娘姿の母・ますの周りに3人の子、幸せなつげ一家の情景が、6カットに亘り描かれている。父母ともに和装で、父は健康で凛々しく、母は島のあんこ娘の衣装で民謡「大島節」を踊っている。

## あらすじ
主人公の春男がメッキ工場から帰ると、母と義父が喧嘩の真っ最中だった。やがて義父はミシンを買い、縫製業を始める。春男も手伝うものの義父との折り合いが悪く挫折。ある日、女工としてキヨという少女を雇うが、キヨは春男一家とは関わりを持とうとせず、隣家の軒下に佇んでいる変わった少女だった。ほどなくキヨは仕事を辞める。家を出て船員になりたいと考えていた春男は、海外への密航を考え船に潜り込むが、物置に潜んでいる所を船員に見つかってしまい強制送還される。春男は家に帰る金もなく途方もない気持ちで港をうろついていたが、桜木町前の交番で警察に保護される。その後、養父から家を追い出されて祖父の家に預けられた春男は、ある日ひとつの家船にキヨの姿を見つける。父親が肺病で死に、葬式にも出せずに死体を川に流して一人で住んでいたのだった。家出をした春男は、キヨに親しみを覚え「舟の家っていいよな」「海の方へ行こうぜ」といいながら、近づくのだが…。

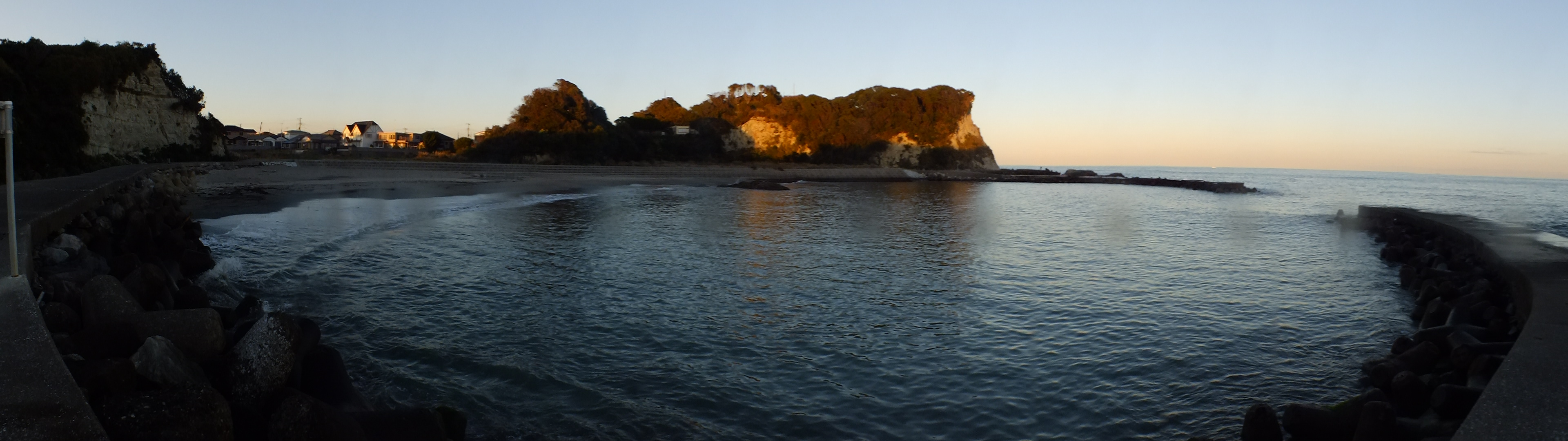
つげ義春が幼少期にしばらく住み、海の原風景となったいすみ市大原の八幡岬。『海辺の叙景』の舞台ともなっている。

## 本作品の背景
- つげ義春は、自身の実体験として、思春期に2度、密航体験を持っている。1951年14歳と、1952年15歳の時である。

- つげ義春は、新潮社発行のエッセイ集「新版 つげ義春とぼく」内の、エッセイ「密航」（158P～161P）を、「ぼくはいまでも、海を眺め潮の香りを嗅ぐと何となく胸がドキドキと騒ぎだすような気がするのは、子供の頃を伊豆の大島と、千葉県の漁村で過ごしたせいなのかと思っている･･･」と書き出して、14歳～15歳の頃の海への憧れと、密航の実体験を4Pに亘って述懐している。

- つげ義春の父・柘植（つげ）一郎は、腕のいい板前職人であった。当時、大島の大島町元町で、最も格式ある旅館であった千代屋旅館に勤め、職位は「板長」総料理長であった。千代屋旅館は、天皇や皇族、政府要人等が来島する際に宿泊する御用達旅館であり、また、『南風』『大島を望む』『伊豆大島風景』等を描いた画家・和田三造をはじめ、昭和初期の著名な画家達もスケッチ旅行の常宿にしていた記録がある（この時代、画家の間で「大成したいなら大島を描け」という流行があった）。

- つげ一家の、伊豆大島の生活は、家族仲睦まじく、経済的にも安定したものだった。父親が板前職人として、元気にバリバリ働いた時代であり、大島は、つげ義春にとって唯一家族全員が揃い、良い思い出の故郷であった。父・一郎は、大島から千葉県・大原へ引越して間もなくアジソン病で死去（享年42）。最期の父は錯乱状態にあり、転職先旅館の布団部屋に隔離されていた。つげ義春が5歳になったばかりの時であった。

- 千葉・大原から東京の旅館に単身赴任した父・一郎は、自分の病気の悪化に伴い、妻・ます（つげの母）宛に以下の手紙を出していた。「自分の病気はもう治りそうにない。政治や義春や忠男は元気でいるでしょうか、自分にもしものことがあったら、子供たちのことはくれぐれもよろしくお頼み申し上げます」。母が箪笥の奥に大切にしまっていたこの手紙を、偶然見つけこっそり読んだのは、つげ義春が12～13歳の頃だったと回想している。※出典 「新版 つげ義春とぼく」内、エッセイ「断片的回想記」（148P）

- 1950年（昭和25年）、つげ義春13歳。春になって同級生は殆ど中学校へと進学したが、つげは家庭の事情から進学せず、兄の勤め先のメッキ工場に見習い工として就職。残業と徹夜仕事が多く、給料遅配が続いた散々な就職先だった。

- 1951年（昭和26年）、つげ義春14歳。再婚した母と義父が小さな縫製事業を起業し、つげはメッキ工場を辞めて家業を手伝っていたが、自家工場内でも、家庭内でも、母と義父の仲が悪かった。このため、つげ義春は逃避願望を持ち、同時に、伊豆大島（大島町）で家族が幸せだった頃に戻りたいという望郷の念に取りつかれた。大島＝海へ、の憧憬が日増しに強まった時期であった。

- 海で暮らすには船員になるしかないと思い、通信教育で、海員養成講座を受講し、横浜埠頭（いわゆるメリケン波止場）へも、外国航路の船を見に足しげく通った。14歳のある日、つげは、手っ取り早く密航して船員になろうと決意し、ひとり横浜へ向かった。運よくタラップが降りており、難なく船内に潜り込むことができた。しかし、どこに身を隠そうか、まごまごしているうちに船員に見つかってしまい、船から降ろされ、横浜の警察署に補導される。迎えの保護者（母と兄）を待つ間、寝る場所として与えられた部屋は留置場だった。雨に濡れた衣服が冷たく、穴だらけの毛布1枚ではとても寒くて眠れなかったようだ。

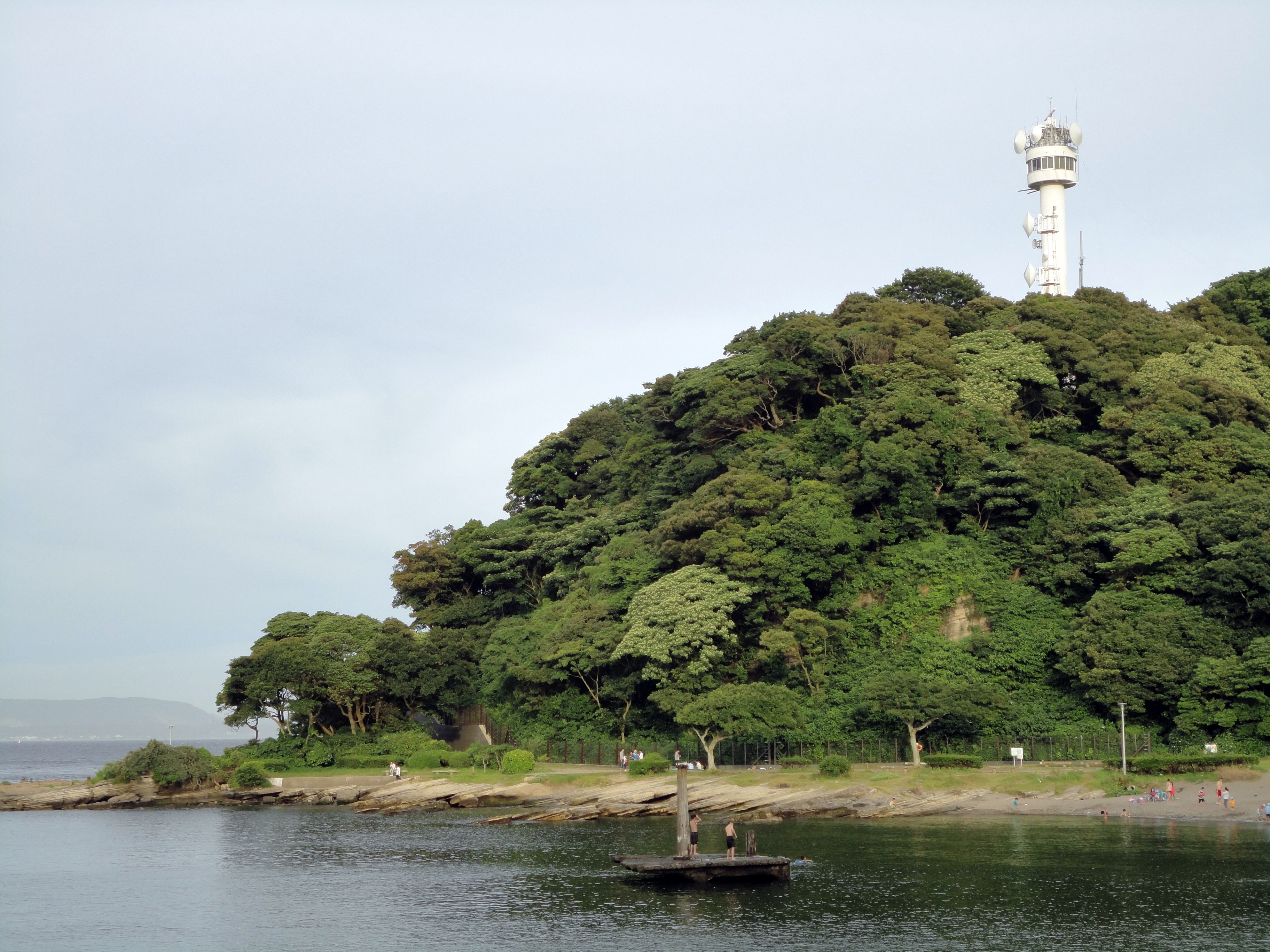
密航を企てるが失敗。観音崎沖で汽船から降ろされ海上保安庁の巡視船で横須賀の田浦支部へ連行補導される。

- 1952年（昭和27年）、つげ義春15歳。海への憧憬断ち難く、つげは密航に再トライ。横浜港からニューヨーク行きの汽船に潜入するが、またもや失敗している。この時、つげは、コッペパンとラムネ（1日分）だけ持って、船尾から垂れ下がったロープをよじのぼって汽船に乗り込んだという。船は繋留を解き出港し、密航は成功したと喜んだのも束の間、出航数時間後に野島沖で船員に発見され、大騒ぎになった。すでに船は黒潮にのっていたが、急遽観音崎まで引き返すことになる。つげは、観音崎で汽船から降ろされ、待っていた海上保安庁の巡視船で横須賀の田浦支部へ連行補導された。

- つげが汽船を振り返ると、「日啓丸」という船（日産汽船所有）で、板には乗務員がずらりと並び、つげに向かって手を振ったという。その瞬間、汽笛が大きく鳴らされ、「汽笛に脳天を打ちのめされるようだった」と、つげは述懐している。1度ならず2度も密航に失敗したつげは、反りの合わない義父からの叱責・暴力を避けるため、母親の配慮でしばらく祖父の家に預けられたという。

- 本作品「海へ」に触れて、つげ義春は「話しの中で、レインコートを作っている男がいるでしょ、この人は実話で、母親と妙な関係だったんですね。」「だから、家で義父との争いが絶えなかったです。この男と義父が格闘したりして、部屋の中に血がバーッと飛び散ったりして悲惨でしたね。」と回想している。（出典 参考文献のあとがき部分「解題 高野慎三」346頁参照）

- 本作品「海へ」は、1987年3月「COMICばく」（日本文芸社発行）に発表された[2]。つげ義春漫画の最も後期にあたる時期の作品である。つげは作品「やもり」を発表する頃から、作品「大場電気鍍金工業所」や「少年」「海へ」につながる自伝的な連作を意識し始めたという。

- つげ義春は、1987年本作品「海へ」を発表後、同年6月と9月「COMICばく」に作品「別離」を発表したが、以降、エッセイや旅行記等の文筆活動は継続するものの、漫画制作はずっと休止しており今日まで新作は発表されていない。